# Dwight Foster
Dwight Foster, född 7 december 1757 i Brookfield, Massachusetts, död där 29 april 1823, var en amerikansk politiker.
Foster var ledamot av Massachusetts House of Representatives, underhuset i delstatens lagstiftande församling, 1791-1792.
Han var ledamot av USA:s representanthus 1793-1799 och ledamot av USA:s senat 1800-1803. Han var bror till Theodore Foster som representerade Rhode Island i USA:s senat 1790-1803.